# Nicómaco (padre de Aristóteles)
Nicómaco (en griego: Νικόμαχος), vivió c. 375 a. C.. Fue médico y el padre de Aristóteles. Además, escribió seis libros sobre medicina y uno sobre física.
Nicómaco fue un doctor descendiente de Nicómaco, hijo de Macaón, el hijo de Asclepio. Tuvo otro hijo llamado Arimnesto y una hija llamada Arimnesta, con su esposa Festis (o Festias), que también era descendiente de Aesculapio. Fue nativo de Estagira y su esposa de Calcis, donde Aristóteles pasó el final de su vida. Debido a su alto prestigio, fue amigo, físico y médico de Amintas III, rey de Macedonia entre 393 a. C. y 369 a. C. En la época del rey Arquelao I de Macedonia residió con su hijo en Pela, como miembro de la corte macedónica.
En 367 a. C. falleció Nicómaco, cuando Aristóteles contaba con 17 años de edad, y se hizo cargo de él su tutor, Proxeno de Atarneo, que lo envió a la Antigua Atenas para que estudiase en la Academia de Platón.
A su vez, el hijo de Aristóteles también se llamó Nicómaco.